# Jeff Russo
Jeff Russo est un compositeur, guitariste, chanteur et producteur de musique américain. Il est également membre cofondateur du groupe de rock américain Tonic, et du groupe de rock acoustique Low Stars.
Jeff Russo est principalement connu pour son travail de compositeur pour des films, séries télévisées, et jeux vidéo, notamment Fargo, Legion, Counterpart et Star Trek : Discovery, mais aussi la mini-série The Night Of ou le jeu vidéo What Remains of Edith Finch. Pour son travail sur Fargo, il est lauréat en 2017 de l'Emmy Award de la meilleure bande originale pour une série limitée.

## Biographie
Dans les années 2010 et 2020, Jeff Russo compose notamment les bandes originales de deux séries nommées aux Peabody Awards : une réinvention par la chaîne CBS de la série culte Star Trek : Discovery ; Legion, avec Dan Stevens et Aubrey Plaza ; The Umbrella Academy, diffusée sur Netflix ; Lucy in the Sky, avec Natalie Portman et Jon Hamm ; ainsi qu'Altered Carbon, sur Netflix également. Ses œuvres récentes pour le cinéma incluent le thriller d'action Mile 22 de Mark Wahlberg, Lizzie de Craig Macneill, et Three Christs de Jon Avnet.
Pour What Remains of Edith Finch, et en particulier pour l'un des chapitres du jeu qui fait appel aux codes de l'horreur, Jeff Russo contacte John Carpenter, le réalisateur des films Halloween. Il est prévu que ce dernier, grand amateur de jeux vidéo, double le narrateur du chapitre, mais la grève de la guilde des acteurs américains en 2016-2017 met fin au projet de collaboration. Russo parvient néanmoins à obtenir les droits du thème iconique des films Halloween pour accompagner ce passage du jeu.

## Filmographie

### Télévision
- 2025 : Star Trek: Section 31 (téléfilm)
- 2025 : Ballard (série télévisée)
- 2025 : Alien: Earth

### Cinéma
- 2024 : Évanouis dans la nuit (Svaniti nella notte) de Renato De Maria

### Jeux vidéo
| Année | Titre                       | Studio          | Remarques                                        |
| ----- | --------------------------- | --------------- | ------------------------------------------------ |
| 2017  | What Remains of Edith Finch | Giant Sparrow   | Nommé - BAFTA Game Award de la meilleure musique |
| 2018  | Madden NFL 18               | Electronic Arts | Mode histoire Longshot                           |